# (8643) Quercus
(8643) Quercus es un asteroide perteneciente al cinturón de asteroides, descubierto el 16 de septiembre de 1988 por Eric Walter Elst desde el Observatorio de la Alta Provenza, Francia.

## Designación y nombre
Designado provisionalmente como 1988 SC. Recibe su nombre por el género Quercus, perteneciente a la familia Fagaceae. El árbol Quercus robur (roble inglés) alcanza una altura de 30-40 m y una edad de más de mil años.

## Características orbitales
Quercus está situado a una distancia media del Sol de 2,570 ua, pudiendo alejarse hasta 2,964 ua y acercarse hasta 2,176 ua. Su excentricidad es 0,153 y la inclinación orbital 12,993 grados. Emplea 1504,93 días en completar una órbita alrededor del Sol.
Pertenece a la familia de asteroides de (15) Eunomia.

## Características físicas
La magnitud absoluta de Quercus es 13,26. Tiene 5,801 km de diámetro y su albedo se estima en 0,331.